# 高頭蝠冠狀病毒512
高頭蝠冠狀病毒512（ Scotophilus bat coronavirus 512、Sc-BatCoV-512）是甲型冠狀病毒屬的一種病毒，於2005年在中國海南的高頭蝠體內發現，2010年在菲律賓的高頭蝠中被發現，2016年又在臺灣的單角菊頭蝠、泰坦尼亚彩蝠與東亞摺翅蝠體內被發現。
此病毒與豬流行性腹瀉病毒（PEDV）的親緣關係較為接近，兩者可能曾有重組發生。

## 基因組
高頭蝠冠狀病毒512為正鏈單股RNA病毒，具有外膜，其基因組長約28.2kb，編碼冠狀病毒皆有的複製酶（1a/1b）和刺突蛋白（S）、膜蛋白（M）、外膜蛋白（E）與衣殼蛋白（N）等四種結構蛋白，另外還有兩開放閱讀框編碼輔助蛋白，分別是位於刺突蛋白與外膜蛋白基因間的ORF3，與位於基因組最3端（衣殼蛋白基因下游）的ORF10，後者為此病毒所特有，編碼一長129個胺基酸的輔助蛋白，未能在其他病毒中找到與之同源的序列。